# 7-й окремий батальйон НГ (Україна)
7-й окремий батальйон (7 ОБ НГУ, в/ч 3047) — підрозділ у складі Північного оперативно-територіального об'єднання Національної гвардії України.

## Історія
На підставі наказу Головного управління військ МВС України від 10 лютого 1992 року на базі двох лінійних батальйонів 7-ї окремої конвойної бригади (в/ч 7429), дислокованих в містах Житомирі та Бердичеві, був сформований 75 окремий конвойний батальйон (в/ч 6726) з дислокацією штабу частини в Житомирі. Згодом, 30 квітня 1992 року, нумерація військової частини змінюється на нинішню — 3047. Але днем створення військової частини вважається 10 лютого 1992 року, командиром частини було призначено майора Ташкевича Миколу Андрійовича.
На початку існування, військова частина 3047 мала у своєму складі 9 рот та 2 окремих взвода, а чисельність особового складу перевищувала тисячу людей. У той час підрозділи частини здійснювали охорону 4 установ виконання покарань по Житомирській області, нагляд за засудженими в УВП та лікуючими в ЛТП, конвоювання осіб на засідання обласного і військового суду Житомирського гарнізону, виїздні сесії, зустрічні варти по станціях Житомир, Бердичів, Коростень, Демчин, виведення засуджених та їх охорону на постійному виробничому об'єкті "кам'яний кар'єр” в селі Райки Бердичівського району, на будівництві житлових будинків у містах Житомирі, Коростені.
У жовтні 1992 року та серпні 1993 року скорочуються стрілецькі роти в селі Райки та місті Бердичеві і вводяться роти контролерів по охороні, які комплектуються прапорщиками та військовослужбовцями за контрактом. У квітні 1997 підрозділи контролерів по нагляду за засудженими в УВП; лікуючими в ЛТП передаються до складу управління Державного департаменту України з питань виконання покарань в Житомирській області.
У грудні 1998 року туди ж передаються роти контролерів по охороні, які укомплектовані прапорщиками та військовослужбовцями за контрактом. Нарешті у вересні 1999 року до Державного департаменту України з питань виконання покарань повністю передано функції та підрозділи охорони виправно-трудових установ. В той же час у серпні 1997 року вводиться в штат частини, а у жовтні 1999 року формується патрульна рота для охорони громадського порядку в обласному центрі.
У 2001 році введена спеціальна патрульна рота, яка укомплектована прапорщиками та військовослужбовцями за контрактом, в 2003 році військово-будівельна рота, а роком раніше автомобільний взвод.
У 2001 році частина нагороджена перехідним кубком начальника Північного територіального командування за високі показники в бойовій службі, бойовій та спеціальній підготовці, зміцненні військової дисципліни.
Військовослужбовці виконують завдання з охорони громадського порядку та конвоювання підсудних. Щоденно на службу з охорони громадського порядку призначено 34 військовослужбовці.

## Структура
- патрульна рота
- стрілецька рота
- 2 патрульна рота

## Командування
- Підполковник Микола Ташкевич (10 лютого 1992 - по 24 жовтня 2017)
- Полковник Олексій Мельник (24 жовтня 2017  - по т.ч)